# Anandamayi Ma
Anandamayi Ma (Brahmanbaria, 30 de abril de 1896-Dehradun, 27 de agosto de 1982) foi uma filósofa indiana.
Ela viajou muito por seu país e estabeleceu diversos centros espirituais e ashrams. Nos anos 1950, sua fama já se espalhara por toda Índia e exterior, e devotos vindos de toda a parte afluíam aos mais de 20 ashrams a ela filiados. Sua presença espiritual marcante, que abrangia poder interior e uma beleza cativante, conjugada a uma imensa generosidade e amor pelos outros, trouxe-lhe muitos admiradores, não só entre hindus, mas também entre fieis de outras fés.
“A mais perfeita flor que o solo da Índia produziu”, como Ananda Mayi Mâ foi descrita por um contemporâneo, ela nasceu no seio de uma piedosa e pobre família de origem bramânica no território da então Índia britânica, hoje Bangladesh. Por isso, só pôde freqüentar a escola por um par de anos e mal foi alfabetizada. O que não a impediu de exibir, desde cedo, uma sabedoria sutil e refinada, simultaneamente prática e metafísica. Seu caso pode ser incluído entre os raros entre aqueles que a teologia chama de ‘sabedoria infusa’, ou seja, mesmo sem lhe ter sido ensinado, ela já “nasceu sabendo” muitas coisas.
À parte o que recebeu dos pais piedosos, Ananda Mayi Ma não teve uma formação religiosa regular. Não foi discípula de um guru, algo comum na Índia, mas recebeu tudo o que depois manifestou por inspiração interior. A rigor, como ela não foi discípula de um mestre, não foi mestre de discípulos, ou seja, não transmitia um método regular e tradicional de guiamento espiritual, como aliás é o caso do célebre gnóstico indiano Sri Ramana Maharshi, mas ensinava e apaziguava almas por seu carisma e suas palavras de sabedoria.
“Respirar sem pensar em Deus é um desperdício; só aos seres humanos foi dado o poder de buscar e encontrar Deus”, ela disse uma vez, em referência ao caminho espiritual que ela favorecia e praticava, o da Lembrança de Deus, ou japa-yoga. 
Para Ananda Mayi Ma, a vocação suprema vocação do ser humano é “aspirar à sua auto-realização, todas as outras obrigações são secundárias". Somente as ações que despertavam a natureza divina do homem podiam ser chamadas de ações, segundo sua visão.
"A exposição de Deus  é a única exposição digna do nome, tudo o mais é futilidade e sofrimento”, ela costumava dizer. 
Ela incentivava as pessoas a seguirem suas respectivas religiões e mestres, e a escolher o Nome Sagrado mais atraente para seus corações e mentes, e a invocar este Nome constantemente. 
"Encontrar-se é encontrar Deus, e encontrar Deus é encontrar a si mesmo" era seu lema de vida.